# Arteni
Arteni (in armeno Արտենի?; precedentemente Bogutlu) è un comune dell'Armenia di 3 375 abitanti (2010) della provincia di Aragatsotn. Il paese possiede un'industria di produzione del vino.